# Riffijnen

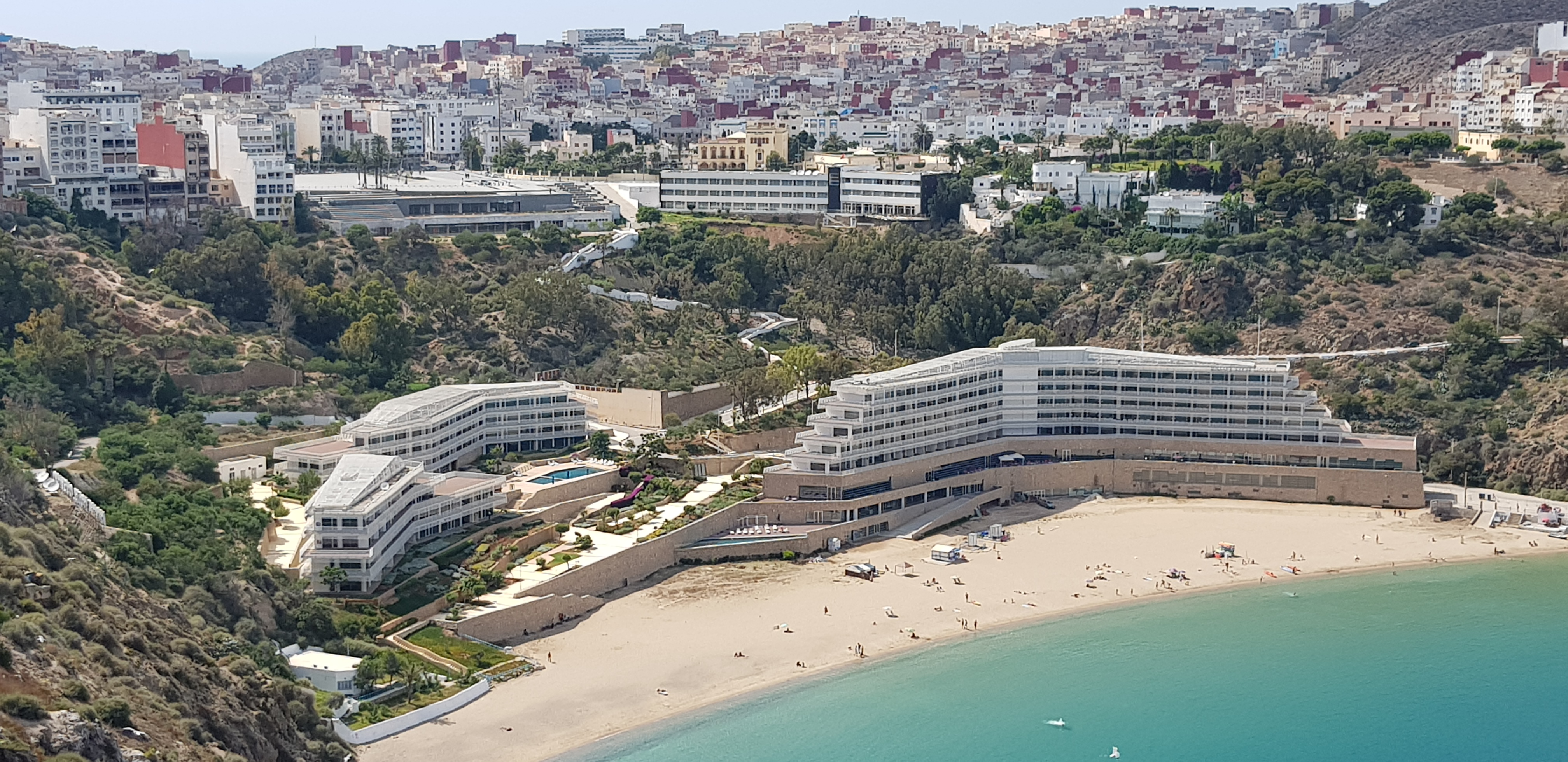
Al Hoceima in de Rif

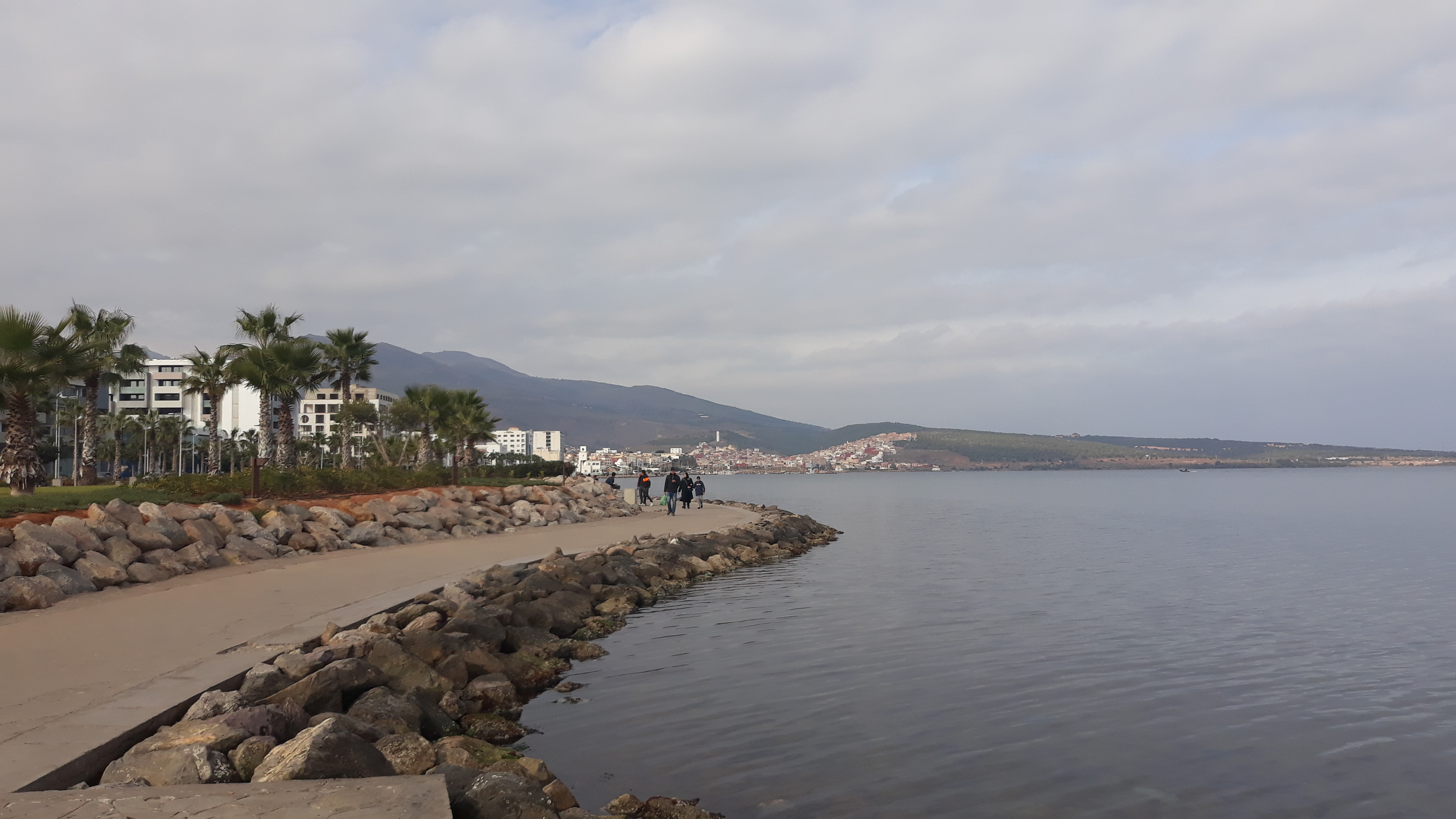
Nador in de Rif

Vlag van de Rif-Republiek

Riffijnen zijn de bewoners van de Rifstreek in het noorden van Marokko en behoren tot de Zenata Berbers (Imazighen). Het Rifgebergte meet 34.631 km² en is wat betreft oppervlakte vergelijkbaar met een Europees land als België. De Riffijnen spreken van oudsher een van de dialect-varianten van het Riffijns (Tarifit): de meeste inwoners van de streek spreken daarnaast ook Spaans of Marokkaans-Arabisch. Onder leiding van vrijheidsstrijder Mohammed Abdelkrim El Khattabi bestond in deze regio kortstondig de Republiek van de Rif.

## Geschiedenis

### Emiraat Nekor
De Riffijnen behoorden 309 jaar lang tot het emiraat Nekor (710-1019) en later van het Emiraat van Aaras (1636-1666).

### Rifoorlog (1920-1926)
De Rifoorlog, ook wel de Tweede-Marokkaanse oorlog, werd uitgevochten tussen Spanje (later bijgestaan door Frankrijk) en de Riffijnen in Noord-Marokko. Het sultanaat Marokko stond op dat moment onder protectoraat van Frankrijk en hield zich buiten het conflict. Deze oorlog was een guerrillaoorlog en een reactie op de veroveringsdrang van de Europeanen, gericht op het behouden van de onafhankelijkheid van het gebied. Mohammed Abdelkrim El Khattabi wist de stammen van de Rif te verenigen en leidde de strijd in de Spaanse Zone van Noord-Marokko. Uiteindelijk werd er, op grote schaal per vliegtuig, mosterdgas ingezet door de Spanjaarden. De Riffijnen verloren de oorlog nadat hun grote verliezen waren toegebracht: Abdelkrim gaf zich in 1926 over aan de Fransen. Het kostte de Spanjaarden vervolgens nog een jaar om de diverse verzetshaarden in hun protectoraat uit te roeien.

### Na de onafhankelijkheid van Marokko in 1956
Na de onafhankelijkheid van Marokko in (1956) slaagde de Istiqlal, Arabisch-nationalisten uit Fez, erin belangrijke posities te verwerven. De Riffijnen richtten al in 1954 het bevrijdingsleger ALN op, onder druk van de Istiqlal werd het ALN gedwongen om op te gaan in het nieuwe nationale leger van Marokko, de Forces Armee Royales (FAR). De Riffijnen, die door de Istiqlal als concurrenten en lastposten werden gezien, kregen het zwaar te verduren in het onafhankelijke Marokko. De lokale Riffijnse bestuurders werden vervangen door leden van de Istiqlal en de Riffijnen – die Tarifit en Spaans spraken – moesten Arabisch en Frans gaan spreken. De Riffijnen verzetten zich tegen de onderdrukking en er braken zo nu en dan opstandjes en gevechten uit tussen het ALN en aanhangers van de Istiqlal. De situatie van de Riffijnen verslechterde met de dag.

### Opstand van 1958
Op 2 oktober 1958 sloeg de vlam in de pan, de oorzaak was de onderdrukking van de Riffijnen door het centrale Marokkaanse gezag - in de twee jaar na de onafhankelijkheid was de situatie in de Rif alleen maar verslechterd. De directe aanleiding echter was het overbrengen van het lichaam van een gesneuvelde ALN'er van Fez naar Ajdir in de Rif terwijl de regering deze verplaatsing verboden had. Een Istiqlal-bestuurder wilde het vervoer tegenhouden, hierop braken gevechten uit tussen ALN en Istiqlal. De onlusten breidden zich uit naar de hele Rif, deze opstand werd bekend onder de naam 'het jaar van de legerhelmen'. De Rif stuurde een 18 puntenprogramma naar de Marokkaanse koning met hun eisen; eigen lokale bestuurders, terugkeer van Abdelkrim Khattabi, vertrek van buitenlandse troepen en economische ontwikkeling van de Rif. Later zou dit 18 puntenprogramma afgedaan worden als zijnde tegen de monarchie en separatistisch. Koning Mohamed V reageerde in het geheel niet op de eisen van de Riffijnen en stuurde het leger onder leiding van kroonprins Hassan II en generaal Mohamed Oufkir naar de Rif. Wat volgde was een bloedige strijd waarin het leger slachtingen aanrichtte onder de Riffijnen, veel burgers en vrijwel alle leiders werden gedood, vrouwen werden verkracht en de oogst en waterputten vernield. Het exacte dodental is nooit vrijgegeven, maar het aantal doden wordt geschat in de duizenden. In januari 1959 had de FAR de Rif onder controle. Hierna was de Rif twee jaar lang een militaire zone en ook daarna bleef het leger sterk aanwezig.

### Arbeidsmigratie naar Europa
Eind jaren zestig begonnen Europese landen arbeiders te werven uit Zuid-Europa en Noord-Afrika. Vanwege hun slechte economische positie, moegestreden in hun geboortestreek, stonden de Riffijnen wel open voor arbeidsmigratie en namen hun geschiedenis van onderdrukking mee. De Marokkaanse overheid moedigde hun vertrek actief aan. Hierdoor is ongeveer 70% van de Marokkanen in Nederland en België van Riffijnse afkomst.

### Opstand van 1984
Ook na 1960 deden zich in de Rif demonstraties voor, maar deze werden met harde hand neergeslagen. In 1984 kwam het weer tot grote onlusten. In dat jaar werden de voedselprijzen in Marokko sterk verhoogd wat leidde tot demonstraties van jongeren (vooral studenten) in het hele land. In de Rif – in Al Hoceima en Nador – was de strijd het hevigst. Veiligheidstroepen grepen hard in in de Rif, veel harder dan elders in Marokko, geschat wordt dat er zeker 200 Riffijnen de dood vonden en nog eens honderden gewond raakten. Koning Hassan II reageerde met de woorden: "Als de Wilden uit het Noorden Hassan vergeten zijn, dan herinnert hij ze aan 1959." Na 1984 werd het aantal militairen in de Rif nog verder opgeschroefd en het lokale beleid werd nog strenger - de kleinste overtreding kon al tot aanhouding leiden.

### Opstanden van 2016/2017
Op 28 oktober 2016 werd visboer Mouhcine Fikri vermorzeld toen hij probeerde zijn illegaal gevangen en door de politie in beslag genomen vis uit de vuilniswagen te redden. Onmiddellijk braken er onlusten uit, die de naam Hirak kregen.

## Achterstelling
De opstand van 1958 had grote gevolgen voor de Rif: het gebied werd sociaal-economisch achtergesteld en verloor al haar eigen lokale bestuurders. Marokko heeft nauwelijks geïnvesteerd in de regio; de infrastructuur, scholen en ziekenhuizen dateren vaak nog uit de Spaanse tijd (1912-1956). Veel dorpjes hebben daardoor geen verharde wegen. Hier en daar hebben de bewoners de infrastructuur, het onderwijs en de gezondheidszorg zelf aangepakt, veelal met geld van migranten. De werkloosheid in de Rif is hoog, het gebied kent geen industrie.
Op 23 juli 1999 stierf Hassan II, die de Riffijnen jarenlang had achtergesteld, en werd zijn zoon Mohammed VI de koning van Marokko. Die brak met het beleid van zijn vader en wilde de relatie met het noorden verbeteren. Er zijn tweebaanswegen aangelegd in de Rif evenals een spoorlijn die het in het Rifgebergte gelegen Nador verbindt met het hoofdnet, alsook een snelweg van Fez naar Oujda die in 2011 is geopend voor het verkeer. Niettemin zijn er nog steeds tekenen van achterstelling van het Rifgebied. Sommige dorpen zijn slecht te bereiken en hebben nauwelijks elektriciteit of stromend water. Tevens heerst er een zeer hoge werkloosheid in het Rifgebied. Veel Riffijnen leven van het geld dat familieleden in het buitenland jaarlijks overmaken. Begin 2013 werd bekend dat volgens een schatting van De Nederlandsche Bank Nederlandse Marokkanen jaarlijks 120 miljoen euro overmaken naar Marokko.

## De Rif nu
Onder koning Mohammed VI wordt meer aandacht geschonken aan de Rif.
Er zijn grote projecten gestart voor het realiseren van o.a. nieuwe ziekenhuizen, verbeteren van de infrastructuur, creëren van werkgelegenheid en onderwijs.
Een nieuwe autoweg, verlenging van de autowegN16 langs de kust tussen Nador en Al Hoceima is al gerealiseerd. Koning Mohammed VI, bekend voor zijn zwak voor stranden en jet-ski's, heeft de badplaats meerdere malen -formeel en informeel- bezocht. Verder is er een koninklijk paleis gebouwd in Al Hoceima.
De streek rond Al Hoceima heeft regelmatig te maken gehad met aardbevingen. De laatste twee waren zware bevingen, in 1994 met 2 doden en 300 gewonden, en de aardbeving van 24 februari 2004. Die was het hevigst, met een kracht van 6,7 op de schaal van Richter, waarbij meer dan 600 mensen de dood vonden, naast bijna 1000 gewonden en ruim 15 000 daklozen, meest op het platteland rond de stad.

## Mohammed Abdelkrim El Khattabi
Mohammed Abdelkrim El Khattabi, de vrijheidsstrijder uit de jaren 1920 is nog een bekende figuur onder Berberse jongeren. In 2013 maakt Aicha El Khattabi haar wens kenbaar om het graf van haar vader, die nu in de Al Abbassia-begraafplaats in Caïro te Egypte ligt begraven, naar Marokko te repatriëren. De kleinzoon van El Khattabi is tegen repatriëring, omdat volgens hem zijn grootvader niet de wens had om in Marokko begraven te worden. In hetzelfde jaar werden plannen bekendgemaakt om een museum te bouwen in Al Hoceima dat gewijd zal zijn aan de geschiedenis van het Rifgebied en aan Abdelkrim El Khattabi.

## Media
- Akarkach, Btisam (2018). Opstand in de Rif. EPO (uitgeverij), pp. 184. ISBN 9789462671355. Gearchiveerd op 30 oktober 2021.
- Undercover in Marokko: reportage van Evelyne Dierickx en Manon Duerinck in de reeks De Nomaden op VRT-tv.[7]

## Lijst van Riffijnse stammen
De oudste geschiedenis van Noord-Marokko is neergeschreven door de Arabische historicus Ibn Khaldun (1332-1406). De Amerikaanse antropoloog Carleton S. Coon (1904-1981) noemde achttien min of meer verschillende stammen in de eigenlijke Rif. Gaat men uit van een geografische indeling in drie delen, oostelijk, centraal en westelijk, dan zou het oostelijke deel de Ait Bouyahyi, Ibdarsen en Ikebdanen omvatten. In het centrale deel wonen de Ait Ourisch, Ait Said, Ait Tafersite, Ait Temsamane, Ait Touzine, Igzenayen en Iqer'iyen. Het westelijk deel huisvest de zogenoemde maritieme stammen: Ait Ammart, Ait Boufrah, Ait Gmil, Ait Itteft, Ait Waryagher, Ibaqouyen en Mestassa. De meeste spreken de Riffijnse taal, een kleine groep stammen is gearabiseerd op het gebied van taal tijdens de Spaanse bezetting.
- Ait Ammart
- Ait Boufrah
- Ait Bouyahyi
- Ait Gmil
- Ait Itteft
- Ait Ourish
- Ait Said
- Ait Tafersite
- Ait Temsamane
- Ait Touzine
- Ait Waryaghar
- Ait Iznassen
- Ibaqouyen
- Ibdarsen
- Ikebdanen
- Igzenayen
- Iqer'iyen
- Mestassa

## Bekende Riffijnen
Voetballers
- Naïm Aarab
- Yacine Abdessadki
- Sabir Achefay
- Hicham Acheffay
- Ibrahim Afellay
- Alami Ahannach
- Anass Ahannach
- Soufyan Ahannach
- Ismaïl Aissati
- Jamal Akachar
- Oussama Alou
- Selim Amallah
- Taoufik Ameziane
- Ahmed Ammi
- Nordin Amrabat
- Sofyan Amrabat
- Zakaria Amrani
- Oussama Assaidi
- Adil Auassar
- Yassin Ayoub
- Marouan Azarkan
- Zakaria Bakkali
- Benjamin Bouchouari
- Hakim Bouchouari
- Aziz Bouhaddouz
- Ayoub Boukhari
- Nordin Boukhari
- Khalid Boulahrouz
- Rayane Bounida
- Ali Boussaboun
- Abdelhali Chaiat
- Mohamed Choukri
- Brahim Diaz
- Anouar Diba
- Soufian Echcharaf
- Youssef El Akchaoui
- Anouar El Azzouzi
- Oussama El Azzouzi
- Zakaria El Azzouzi
- Munir El Haddadi
- Abdelkrim El Hadrioui
- Mounir El Hamdaoui
- Mostapha El Kabir
- Omar El Kaddouri
- Souffian El Karouani
- Ali El Khattabi
- Zakaria El Ouahdi
- Mohammed El Yaagoubi
- Redouan El Yaakoubi
- Mohamed Elyounoussi
- Tarik Elyounoussi
- Mohamed Ezzarfani
- Faris Hammouti
- Mohammed Ihattaren
- Zakaria Labyad
- Mimoun Mahi
- Munir Mohand Mohamedi
- Youssef Mokhtari
- Bilal Ould-Chikh
- Walid Ould-Chikh
- Khalid Sinouh
- Adel Taarabt
- Adnane Tighadouini
- Karim Touzani
- Soufiane Touzani
- Hakim Ziyech

Politiek
- Mohammed Abdelkrim El Khattabi
- Ahmed Aboutaleb
- Mohamed Amezian
- Farid Azarkan
- Yamila Idrissi
- Bu Lahya
- Ahmed Marcouch
- Najat Vallaud-Belkacem
- Nasser Zefzafi

Vechtsporters
- Ibrahim Aarab
- Soumia Abalhaya
- Abu Azaitar
- Jamal Ben Saddik
- Yassine Boughanem
- Youssef Boughanem[17]
- Mohammed Boutasaa
- Faldir Chahbari
- Ilias Ennahachi
- Nabil Haryouli
- Mohammed Jaraya
- Nabil Khachab
- Ismael Lazaar
- Mohamed Touchassie
- Zakaria Zouggary

Muzikanten
- Ali B
- Ashafar
- Ismo
- KA
- Lijpe
- Morad
- Namika
- Numidia

Acteurs
- Najib Amhali
- Achmed Akkabi
- Saïd Boumazoughe
- Mamoun Elyounoussi
- Zineb Fallouk
- Rachida Iaallala
- Mimoun Oaïssa
- Iliass Ojja

Overig
- Abdelali Bentohami
- Abdelkader Benali
- Mohammed Benzakour
- Khalid Boudou
- Mohamed Choukri
- Soufiane El Bakkali
- Mimoun El Walid
- Saïd Razzouki